# A Fling in Palm Springs
A Fling in Palm Springs is de vijftiende aflevering van het eerste seizoen van het tienerdrama Beverly Hills, 90210, die voor het eerst werd uitgezonden op 21 februari 1991.

## Verhaal
Tijdens de presidentenweekeind gaat de groep naar Palm Springs, waar Dylan intiemer wil worden met Brenda. Ze vergeet echter in welk hotel ze afgesproken heeft met hem. David wil in de smaak vallen bij de groep en laat Scott stikken om Steve, Kelly en Donna mee te nemen naar het huis van zijn grootouders. Hij dacht dat ze niet thuis waren, maar als ze dit wel blijken te zijn, kan hij wel door de grond zakken.
Ondertussen ontmoet David een aantrekkelijke studente die hem beter wil leren kennen. Uiteindelijk weet hij nog een band op te scheppen met de populaire tieners, mede door zijn grootouders. Brandon besluit niet met de groep mee te gaan en ontmoet de dakloze Curtis in de Peach Pit. Hij fascineert Brandon en ze leren elkaar beter kennen.

## Rolverdeling
- Jason Priestley - Brandon Walsh
- Shannen Doherty - Brenda Walsh
- Jennie Garth - Kelly Taylor
- Ian Ziering - Steve Sanders
- Gabrielle Carteris - Andrea Zuckerman
- Luke Perry - Dylan McKay
- Brian Austin Green - David Silver
- Douglas Emerson - Scott Scanlon
- Tori Spelling - Donna Martin
- Carol Potter - Cindy Walsh
- James Eckhouse - Jim Walsh
- Al Ruscio - Henry Silver
- Erica Yohn - Adele Silver
- John Christian Graas - Curtis